# Jean II de Sancerre

Blason de Jean après 1306. Les comtes de Sancerre ont pris le blason de Champagne après cette date.

Jean II de Sancerre (vers 1260 - 1327) est comte de Sancerre, seigneur de Meillant, Le Pondy et de Charenton-du-Cher. Il est le second fils du comte Jean Ier et de Marie de Vierzon, de Menetou-Salon et de Soesmes .

## Biographie
La première mention le concernant date du 1er juin 1299, lorsque le roi d'Angleterre Édouard Ier écrit à Pascal de Ville, maire de Bayonne, de faire arrêter et conduire en Angleterre Jean de Ville, son fils, Pascal, Olivier de Ville et Jean de Sancerre.
Jean II devient à son tour comte en 1306 à la mort de son frère aîné Étienne II. Jean édifie une forteresse à Meillant, près de Saint-Amand-Montrond, vers 1300.
Jean est emprisonné plusieurs mois dans la tour de Melun pour avoir participé le 9 octobre 1308, jour de la Saint-Denis, en la baronnie de Saint-Verain, sans l'accord du roi Philippe IV le Bel, à un duel opposant Erard de Saint Vérain et un seigneur Oudard de Montaigu. Aux côtés d'Erard, Jean II, Dreux de Mellot, seigneur de l'Orne, et Miles de Noyers, maréchal de France, combattit et vainquit le dauphin d'Auvergne, Béraud de Mercoeur, et les trois frères de Vienne.
Jean de Sancerre fit en 1310, sous le scel de Bourges, un partage avec Jean de la Porte, seigneur de Rauches, et Isabeau de Charenton, sa femme.
En 1316, lors de la convocation du ban et de l'arrière-ban du Berry, le comte se rend à Paris à la tête de trente hommes d'armes, c'est-à-dire plus de cent chevaux.
Le 9 juin 1318, l'évêque de Maguelonne demande à Guillaume Durand, évêque de Mende, de le faire indemniser à la suite de violences exercées par des agents royaux et en premier lieu par Jean de Sancerre, lieutenant du sénéchal de Beaucaire. Les victimes obtiennent un arrêt qui leur assure une éclatante réparation. Les coupables, à commencer par Jean de Sancerre, sont déclarés déchus du droit d'occuper désormais un poste dans l'administration royale.
Jean II décède en 1327 et est enterré, comme sa première épouse Louise de Baumez, à l'église des Jacobins de Bourges.

## Descendance
En premières noces, Jean de Sancerre épouse Louise, fille d'Isabeau et de Robert V de Bommiers, Baumez, Beaumez, fils de Robert IV de Bommiers, seigneur de Mirebeau et de Dame Mahaut de Déols de Châteaumeillant.
Dame de Beaumetz et de Boubers.
La comtesse Louise décède et est inhumée en 1322 en l'église des Jacobins de Bourges. Leur mariage donne trois enfants :
- Louis II de Sancerre.
- Jeanne († v. 1354), mariée vers 1331 à Jean III de Trie (Jean II comme comte de Dammartin), donnent naissance à Jacqueline de Trie († 1385), comtesse de Dammartin, mariée à Jean de Châtillon-Porcien.
- Marguerite de Sancerre, élue abbesse de Charenton dès 1315, († en 1345). Elle défendit avec fermeté les droits de son couvent, même contre les prétentions de sa propre famille. Elle finit par obtenir en 1334 une transaction avantageuse de son frère, Louis, également seigneur de Charenton.

En secondes noces, il épouse Isabeau de Mauvoisin-Rosny en 1323, fille de Gui III (ou V) de Mauvoisin, seigneur de Rosny, et d'Isabeau de Mello, précédemment mariée en 1315 à Jean II, sire de Heilly.